# Керр, Хэмиш
Хэмиш Керр (англ. Hamish Kerr, род. 17 августа 1996, Данидин) — новозеландский прыгун в высоту, олимпийский чемпион 2024 года, чемпион мира в помещении 2024 года, чемпион Игр Содружества 2022 года.

## Спортивная карьера
В 2019 году Керр выиграл чемпионат Океании по лёгкой атлетике, повторив национальный рекорд (2,30 м) . В 2020 году обновил его до 2,31 м.
Выступил в финале соревнований по прыжкам в высоту на Олимпиаде в Токио, заняв 10 место с результатом 2,30 м.
На Чемпионате Мира в помещении в Белграде занял 3 место, поделив его с Джанмарко Тамбери. В августе того же года стал победителем Игр Содружества в Бирмингеме, прыгнув 2,25 м.
В феврале 2023 года на ежегодных соревнованиях в Банска-Бистрице Керр побил 27-летний рекорд Океании в помещении, принадлежащий Тиму Форсайту, преодолев высоту 2,34 м
10 августа 2024 стал олимпийским чемпионом по прыжкам в высоту на Играх в Париже. Новозеландец показал одинаковый результат (2,36 м) с американцем Шелби Макъюэном. В перепрыжке Керр одержал победу, преодолев высоту 2,34 м